# 霍利斯普林斯鎮區 (北卡羅萊納州韋克縣)
霍利斯普林斯鎮區（英語：Holly Springs Township）是位於美國北卡羅萊納州韋克縣的一個鎮區。

## 地方資料
霍利斯普林斯鎮區的面積為124.20平方千米，當中陸地面積為121.47平方千米，而水域面積為2.73平方千米。根據2020年美國人口普查的數據，當地共有人口54678人，而人口密度為每平方千米440.24人。